# ハイマート
ハイマートは、かつて茨城県内を中心に運営したスーパーマーケット。
衣類卸売業務が主体の株式会社ママダ（本社・茨城県筑西市）の関連会社であったが、1999年にたいらやと合併し、当社が解散。エコスとなった。
本社はママダと同じく筑西市（合併前の下館市）に存在した。

## 店舗網
店舗は本社を構えていた旧下館市を中心に茨城県・県西地域に中規模食品スーパーを展開。
後に茨城交通傘下の茨交デーリーストアからの営業譲渡を受け、茨城県北部と福島県の南東部までに拡大した。
合併以後の既存店舗は、エコスとなり営業を続けているが、不採算や新築移転により閉店した店舗もある。